# Rafael Mangino y Mendívil
Rafael Mangino y Mendívil (Puebla de los Ángeles, 1788-Ciudad de México, 15 de junio de 1837) fue un funcionario, tesorero y político mexicano. Desarrolló un papel importante como funcionario de la Administración Pública: fue secretario de finanzas de Morelia, tesorero del ejército trigarante, en la facción liderada por el General Antonio López de Santa Anna, fue diputado y presidente del primer Congreso Constitucionalista de México, secretario de Hacienda durante el gobierno de Anastasio Bustamante, y durante el de otros dos presidentes interinos. Falleció el 14/15 de junio de 1837, a los 49 años. Era centralista y conservador, y firme opositor de la creación del Banco del Avío.

## Biografía
Nació en la ciudad de Puebla, Puebla en el año 1788. Fue bautizado el 21 de marzo de 1789. Hijo de un prominente caballero de la orden de Carlos III, empezó su carrera en la vida de las armas en 1805, cuando entró como oficial en el Regimiento de Milicias Provinciales de Tlaxcala. Pocos años después, dejó la milicia para ocupar un puesto en la Secretaría del Virreinato. Así, viajó a España a finales de 1813, al tiempo que visitó distintas partes de Francia.
Regresó a México como administrador de Tabacos en San Luis Potosí. Fue ministro Tesorero de las Cajas de Valladolid (Morelia) en 1819. Tras la ocupación de Puebla por Agustín de Iturbide, en agosto de 1821, Mangino se puso a su servicio y fue nombrado Tesorero General del Ejército Trigarante.
Fue diputado del primer Congreso mexicano y presidente del mismo. Fue nombrado Contador Mayor de Hacienda por el Primer Congreso Constitucionalista. Fue Ministro de ese ramo dos veces: del 8 de enero de 1830 al 19 de agosto de 1833, en el gobierno de Anastasio Bustamante; y del 3 al 20 de septiembre de 1836, en los gobiernos interinos de Miguel Barragán y José Justo Corro.
Se casó el 21 de octubre de 1830 en la Parroquia del Sagrario, en la Ciudad de México.

## Obras

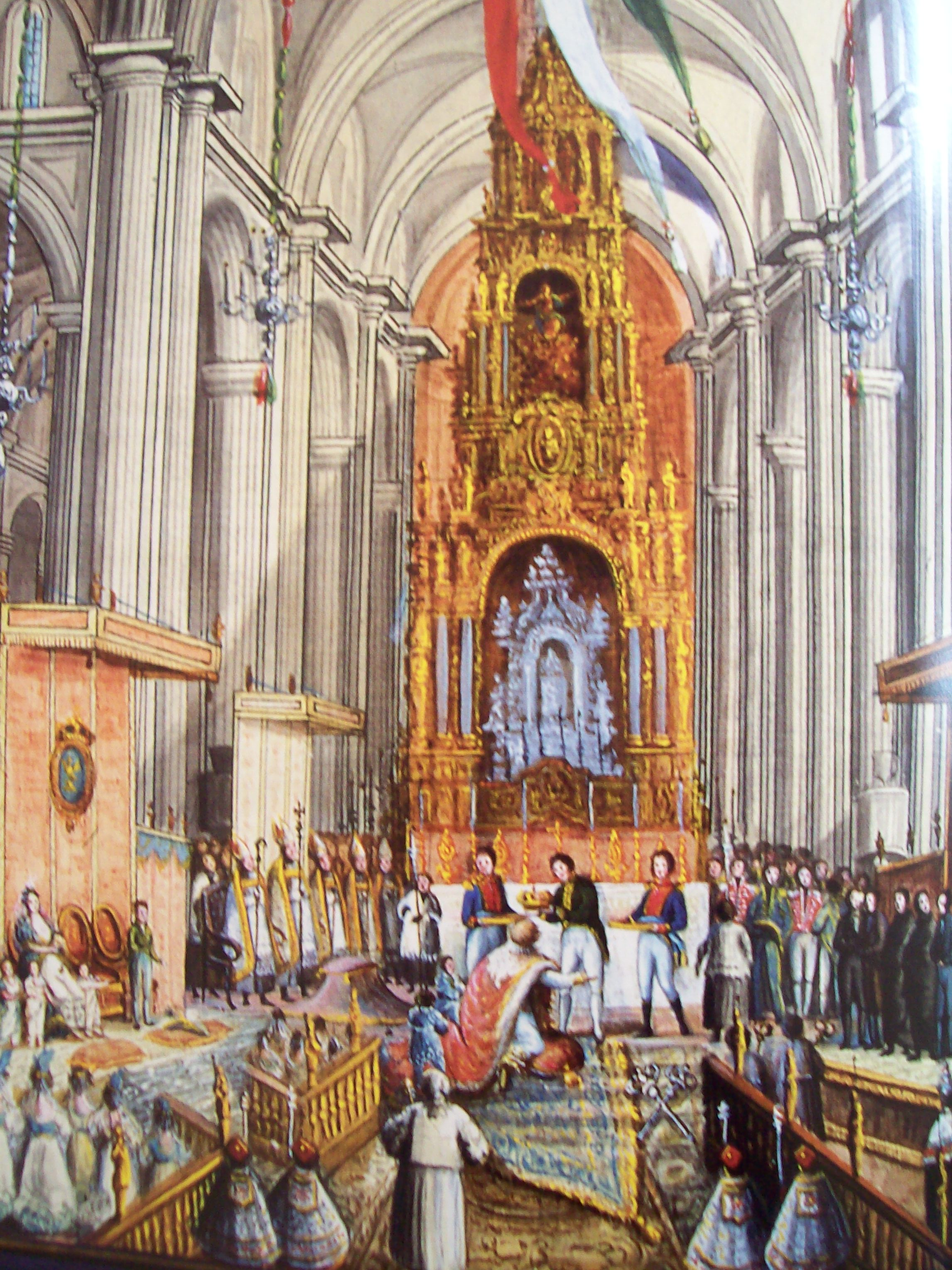
Rafael Mangino y Mendívil, presidente del Congreso, coronó a Iturbide como emperador

Siendo presidente del Congreso, colocó la corona imperial al general Agustín de Iturbide, coronándolo así como el emperador de México, el 21 de julio de 1822.
Durante su gestión como Ministro, reorganizó las oficinas recaudadoras, estableciendo una dirección general de rentas, separadas del Ministerio. Esto permitió que aumentaran los ingresos. Alcanzó a cubrir todos los gastos del erario, incluyendo el presupuesto del ejército y las pensiones de los jubilados y de las viudas, sin incurrir en deuda alguna.
En el Congreso había dos tendencias en cuanto a la forma de organización territorial del naciente Estado mexicano. Mangino pertenecía al grupo de los centralistas (junto con Servando Teresa de Mier, José María Becerra y Jiménez, Carlos María de Bustamante, Juan José Ignacio Espinosa de los Monteros, José Miguel Guridi y Alcocer, entre otros). Por otra parte estaban los federalistas (Miguel Ramos Arizpe, Lorenzo de Zavala, Manuel Crescencio Rejón, Valentín Gómez Farías, entre otros).
Nunca estuvo de acuerdo con la creación del Banco del Avío.
Al momento de su muerte, era miembro del Poder Conservador, creado por la misma Constitución de esa época.

## Familia

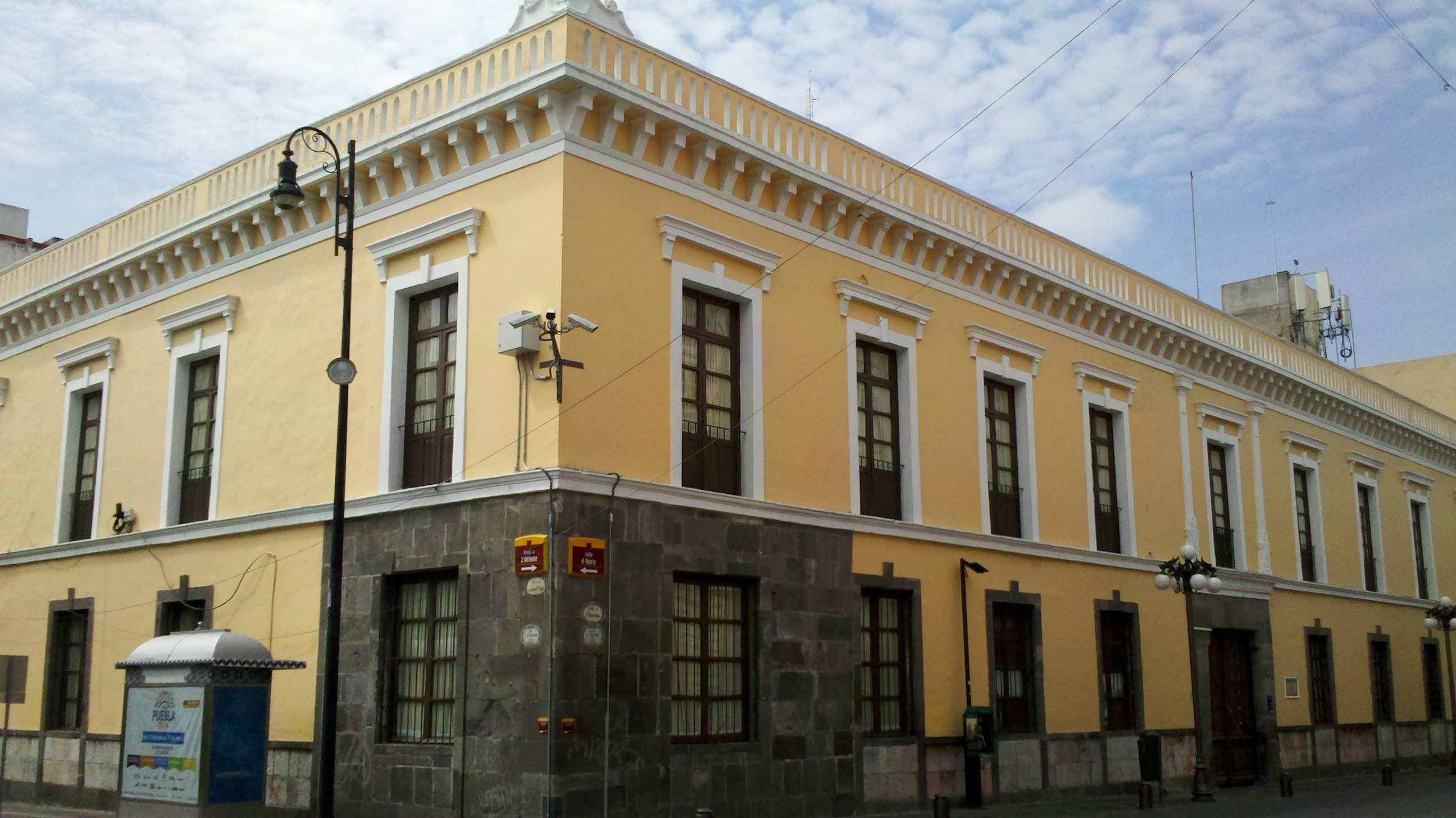
La Casa de las Diligencias en Puebla fue de Rafael Mangino y Mendívil

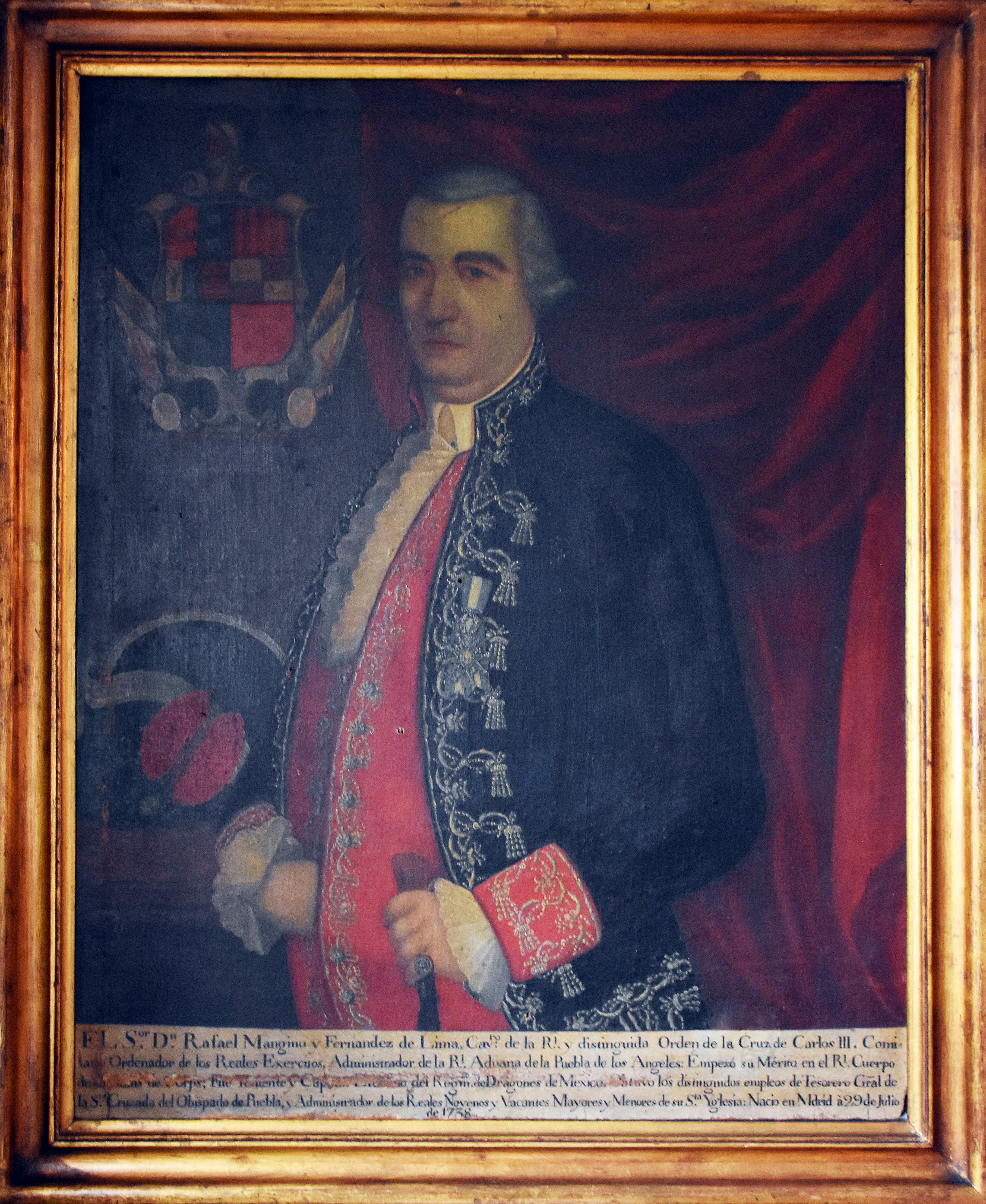
Dn Rafael Mangino y Fernández de Lima (1738-1806), padre de Rafael Mangino y Mendívil.

Padres: Rafael Mangino Fernández de Lima (1738 – 1806) y María Josefa Mendívil González-Maldonado (1759-1811).
Esposa: Ana María Bringas Sánchez
Hijos:
- María Soledad Mangino Bringas 1830-1837
- Ana María Mangino Bringas 1833-? Casada el 30 de septiembre de 1871 con Clemente Dablin Dubois 1839-? y el 27 de enero de 1875 con José Alberto Vallejo Lazarín 1847-?.
- Rafael Mangino Bringas 1835-? Casado con María del Carmen Valenzuela Terrés (1842-1915).

Hermanos:
- José María Mangino Mendívil 1782- .
- María de la Concepción Mangino Mendívil (1784-1814)
- Mariana Mangino Mendívil 1785- .
- María de Guadalupe Mangino Mendívil 1791- .
- Fernando José Mangino Mendívil 1799- .

## Propiedades
Poseía varias propiedades importantes en Puebla, entre las que destaca la Casa de Diligencias, en la calle de Echeverría.